# کساوری پروشینسکی

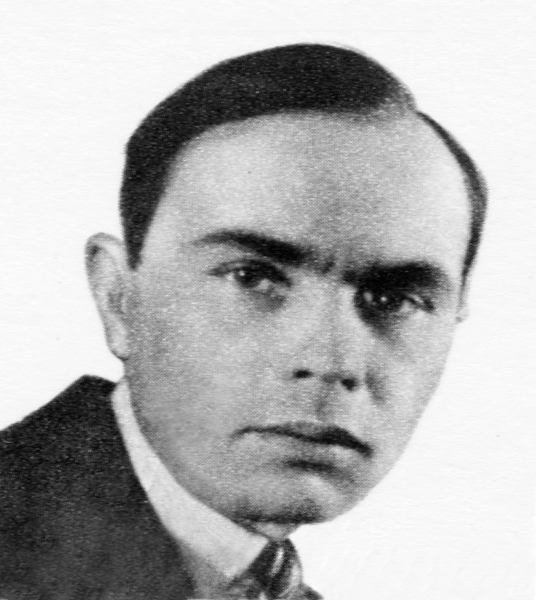
کساوری پروشینسکی

فْرَنچیشِک کْساوِری پروشینسکی (لهستانی: Franciszek Ksawery Pruszyński؛ ۴ دسامبر ۱۹۰۷ – ۱۳ ژوئن ۱۹۵۰) روزنامه‌نگار، تبلیغات‌چی، نویسنده و دیپلمات لهستانی بود. او از جمله فعال‌ترین و موثرترین روزنامه‌نگاران لهستانی بود.

## زندگی‌نامه
وی در وُلیتسا کیرکیشینا – اوکراین کنونی – در وولینیا زاده شد. پس از انقلاب روسیه سال ۱۹۱۷ خانوادهٔ او ساکن کراکوف شد. او دانش‌آموختهٔ رشتهٔ حقوقِ دانشگاه یاگیلونیا بود. تخصص وی در حقوق قرون وسطایی آلمانی بود.
او به سراسر اروپا سفر کرد و با روزنامه‌های برجستهٔ لهستانی در مقالاتی همکاری کرد. او در سال ۱۹۳۲ نخستین کتاب خود را به نام سارایوو ۱۹۱۴، شانگهای ۱۹۳۲، گدانسک ؟۱۹۳(Sarajewo 1914, Szanghaj 1932, Gdańsk 193?) دربارهٔ گدانسک منتشر کرد. او در سال ۱۹۳۳ برای گزارش به روزنامهٔ هفتگی اسلوو در ویلنیوس به فلسطین سفر کرد. کتابی که او راجع به فلسطین نوشت به نام فلسطین برای بار سوم (Palestyna po raz trzeci) در اکتبر ۱۹۳۳ منتشر شد. در طول جنگ داخلی اسپانیا در سال ۱۹۳۶ او خبرنگار در مادرید بود و حامی ارتش جمهوری‌خواه اسپانیا بود. در مادرید وی ساکن هتل فلوریدا بود که آن زمان امثال ارنست همینگوی در آن سکنی می‌گزیدند. او در کتاب در اسپانیای سرخ (W czerwonej Hiszpanii) راجع به اسپانیا نوشت و در سال ۱۹۳۷ منتشر شد.
پس از سپتامبر ۱۹۳۹ او در نیروهای مسلح لهستان در غرب جنگید و در نبردهای نارویک (۱۹۴۰) و محاصره فالز (۱۹۴۴) خدمت کرد. او در کتاب حملهٔ لهستانی دربارهٔ اسکاتلند و لهستانی‌های آنجا نوشت که در اکتبر ۱۹۴۱ در لندن منتشر شد. او از اعضای سفارت لهستان در روسیه بود (۲–۱۹۴۱). پس از این تجربه او کتاب سال روسی: دفترچهٔ یک دیپلمات آماتور را نوشت که در مه ۱۹۴۴ در نیویورک منتشر شد. در طول حضورش در روسیه او تناقض‌هایی مانند اقامت در خانهٔ یک دهقان متواضع و صرف شام با استالین در کرملین تجربه کرد. نیویورک تایمز نوشت که «پروشینسکی دانشی از زبان، فرهنگی و تاریخ روسیه دارد که شمار کمی از بازدیدکنندگان خارجی این گونه هستند. به این‌ها یک نگاه دقیق را اضافه کنید، سبکی که همیشه خواندنی و گاه درخشان است و یکی از آموزنده‌ترین کتاب‌هایی است که در اتحاد جماهیر شوروی هنگام جنگ منتشر شده است.»
او در سال ۱۹۴۶ دربارهٔ گدانسک پس از ویرانی نوشت و نگرش جنگ‌خواهانهٔ شهروندان گدانسک در سال ۱۹۳۹ را به یاد آورد. او در شرایط نامشخصی در ۱۳ ژوئن ۱۹۵۰ در یک تصادف رانندگی در رهونرن، در جنوب هام، در حدود ۵۰ مایلی شمال شرقی دوسلدورف درگذشت. او در گورستان راکوویتسکی در کراکوف به خاک سپرده شد. او با ماریا میشتوویچ ازدواج کرد و صاحب سه فرزند شد: الکساندر، ماریا و استانیسلاو (استاش).